# Cheshunt FC
Cheshunt FC (celým názvem: Cheshunt Football Club) je anglický fotbalový klub, který sídlí ve městě Cheshunt v nemetropolitním hrabství Hertfordshire. Založen byl v roce 1946. Od sezóny 2018/19 hraje v Isthmian League South Central Division (8. nejvyšší soutěž). Klubové barvy jsou oranžová a černá.
Své domácí zápasy odehrává na Cheshunt Stadium s kapacitou 3 500 diváků.

## Úspěchy v domácích pohárech
Zdroj: 
- FA Cup
  - 4. předkolo: 1925/26, 1958/59, 1966/67, 1970/71, 1977/78
- FA Amateur Cup
  - Semifinále: 1903/04
- FA Trophy
  - 3. kolo: 2004/05
- FA Vase
  - Čtvrtfinále: 1981/82

## Umístění v jednotlivých sezonách
Stručný přehled
Zdroj: 
- 1949–1951: London League (Premier Division)
- 1951–1955: Delphian League
- 1955–1956: London League (Premier Division)
- 1956–1959: London League
- 1959–1962: Aetolian League (Division One)
- 1963–1964: Spartan League
- 1964–1966: Athenian League (Division Two)
- 1966–1968: Athenian League (Division One)
- 1968–1973: Athenian League (Premier Division)
- 1973–1977: Athenian League (Division One)
- 1977–1982: Isthmian League (Second Division)
- 1982–1984: Isthmian League (First Division)
- 1984–1987: Isthmian League (Second Division North)
- 1987–1993: Spartan League (Premier Division)
- 1993–1994: Isthmian League (Third Division)
- 1994–1998: Isthmian League (Second Division)
- 1998–1999: Isthmian League (Third Division)
- 1999–2002: Isthmian League (Second Division)
- 2002–2003: Isthmian League (Division Two)
- 2003–2004: Isthmian League (Division One North)
- 2004–2005: Isthmian League (Premier Division)
- 2005–2008: Southern Football League (Premier Division)
- 2008–2018: Isthmian League (Division One North)
- 2018– : Isthmian League (South Central Division)

Jednotlivé ročníky
Zdroj: 
Legenda: Z - zápasy, V - výhry, R - remízy, P - porážky, VG - vstřelené góly, OG - obdržené góly, +/- - rozdíl skóre, B - body, červené podbarvení - sestup, zelené podbarvení - postup, fialové podbarvení - reorganizace, změna skupiny či soutěže
| Sezóny  | Liga                                     | Úroveň | Z  | V  | R  | P  | VG | OG  | +/- | B  | Pozice |
| ------- | ---------------------------------------- | ------ | -- | -- | -- | -- | -- | --- | --- | -- | ------ |
| 2009/10 | Isthmian League (Division One North)     | 8      | 42 | 16 | 2  | 24 | 57 | 83  | -26 | 50 | 15.    |
| 2010/11 | Isthmian League (Division One North)     | 8      | 40 | 10 | 8  | 22 | 49 | 81  | -32 | 38 | 18.    |
| 2011/12 | Isthmian League (Division One North)     | 8      | 42 | 9  | 12 | 21 | 42 | 83  | -41 | 39 | 18.    |
| 2012/13 | Isthmian League (Division One North)     | 8      | 42 | 16 | 10 | 16 | 75 | 73  | +2  | 55 | 11.    |
| 2013/14 | Isthmian League (Division One North)     | 8      | 46 | 12 | 17 | 17 | 74 | 75  | -1  | 53 | 15.    |
| 2014/15 | Isthmian League (Division One North)     | 8      | 46 | 13 | 13 | 20 | 63 | 78  | -15 | 52 | 18.    |
| 2015/16 | Isthmian League (Division One North)     | 8      | 46 | 22 | 14 | 10 | 88 | 50  | +38 | 80 | 6.     |
| 2016/17 | Isthmian League (Division One North)     | 8      | 46 | 20 | 11 | 15 | 85 | 72  | +13 | 71 | 10.    |
| 2017/18 | Isthmian League (Division One North)     | 8      | 46 | 14 | 8  | 24 | 72 | 103 | -31 | 50 | 18.    |
| 2018/19 | Isthmian League (South Central Division) | 8      | 38 |    |    |    |    |     |     |    |        |